# Interner Skaleneffekt
Interne Skaleneffekte fallen an, wenn die Kosten pro Einheit von der Größe des einzelnen Unternehmens und nicht zwangsläufig von der Branche abhängen. So lassen sich zum Beispiel bei zunehmender Produktion technische und organisatorische Effizienzsteigerungen sowie höhere personelle Qualifikationen erzielen.

## Weiterführende Definition
Neben den externen Skaleneffekten beziehen sich die internen Skaleneffekte auf die erhöhte Produktionsleistung innerhalb eines Unternehmens. Interne Skaleneffekte zeigen auf, dass Durchschnittskosten allein von der Unternehmensgröße abhängen, da einzelne Unternehmen durch interne Vorgänge und Maßnahmen Skalenvorteile erlangen können. Interne Skaleneffekte sind die innerbetrieblich nutzbaren Vorteile der Massenproduktion.

## Klassifizierung
Interne Skaleneffekte bescheren großen Unternehmen einen Kostenvorteil gegenüber kleinen Unternehmen und führen zur Herausbildung einer von unvollständigem Wettbewerb gekennzeichneten Marktstruktur. Damit die Kostenvorteile jedoch voll ausgenutzt werden können, müssen sowohl interne als auch externe Skaleneffekte ausgenutzt werden, wobei interne Skaleneffekte auch durch Hierarchie und Marktbeziehungen erreicht werden können. Nicht nur die internen, sondern auch die externen Skaleneffekte stellen so eine wichtige Ursache für den Außenhandel dar.

### Kennzeichen
Da interne Skaleneffekte häufig mit Marktunvollkommenheit verbunden sind, zerstören sie den vollständigen Wettbewerb. Aus diesem Grund werden zur Analyse des Handels zwei Modelle näher betrachtet: das Modell des monopolistischen Wettbewerbs und das Dumping-Modell.
Eine reine Monopolstellung kommt in der Praxis eher selten vor, da Unternehmen mit hohem Profit Konkurrenten zum Markteintritt bewegen. So ist in Branchen mit internen Skaleneffekten die normale Marktstruktur die des Oligopols. Hierbei befinden sich auf dem Markt mehrere Unternehmen, die alle groß genug sind, um die Preise zu beeinflussen, von denen jedoch keines ein unangefochtenes Monopol besitzt. Dies ist beispielsweise der Fall, wenn eine Branche aus mehreren Unternehmen besteht, die ähnliche – jedoch differenzierte – Produkte herstellen und sich so wie einzelne Monopolisten verhalten. Bei dem Modell des monopolistischen Wettbewerbs werden in einer Branche gegenseitig differenzierte Produkte ausgetauscht (intraindustrieller Handel).
Dumping erfolgt, sobald ein monopolistisches Unternehmen in einem Markt mit unvollständigem Wettbewerb für Exporte seines Produktes einen geringeren Preis verlangt als im Inland.
Je größer das einzelne Unternehmen also ist, umso mehr gewinnen interne Skaleneffekte an Bedeutung, da diese dem Unternehmen durch Ausweitung der Produktion ermöglicht, die Durchschnittskosten zu senken. Da die Durchschnittskosten mit der Größe eines Unternehmens sinken, besteht die Tendenz zu einem Verdrängungswettbewerb. Das bedeutet, die kleinen und/oder relativ langsam wachsenden Unternehmen sind den großen und/oder relativ schnell wachsenden Unternehmen langfristig gesehen unterlegen, da sie im Preiswettbewerb nicht bestehen können.

### Umsetzung
Interne Skaleneffekte lassen sich beispielsweise erzielen, wenn Maschinen besser ausgelastet sind oder Unternehmen aufgrund ihrer Größe günstigere Kreditbedingungen erhalten. Mit der Realisierung interner Skaleneffekte durch Größendegression und Erfahrungskurveneffekte steigt die Fertigungstiefe und fällt entsprechend bei verstärkter Nutzung externer Skaleneffekte.
Um interne Skaleneffekte zu erschließen, gleichzeitig aber auch möglichst viele Kunden zu erreichen, konzipieren die meisten Unternehmen ihre Produkte als variantenreiche Produktreihen. Die einzelnen Produkte werden ausgehend von einem Basisprodukt oder einer Produktplattform und/oder Basiskomponenten in verschiedenen Varianten oder Derivaten hergestellt, da die Endkunden, die die Produkte abnehmen und nutzen, eng mit diesen verbunden sind. Da die Produkte vom Endkunden und Nutzer über einen längeren Zeitraum für eine gewisse Funktion eingesetzt werden, stellen sie meistens Investitionsgüter dar. Durch internationale Kooperationen lassen sich somit Kostenpositionen von Unternehmen bewusst verändern. Verantwortlich sind hierbei neben den Skaleneffekten auch die Lerneffekte.

## Lerneffekte
Je mehr Erfahrung ein Unternehmen mit der Erstellung bestimmter Leistungen hat, desto geringer sind die Durchschnittskosten. Einsparungen werden durch professionelle Mitarbeiter und sukzessiv verbesserte Abläufe möglich. Diesen Prozess bezeichnet man auch als Lern- oder Übungsvorteil (Economies of Learning).
Skaleneffekte sind Kostendegressionseffekte durch steigende Kapazitätsauslastung oder steigende Kapazitätsgrößen, während Lerneffekte Einsparungen sind, die sich im Zeitablauf durch Verbesserungen oder Geschwindigkeitssteigerungen bei der Durchführung der Aktivitäten ergeben.
Kostendegression als Ausdruck einer Skalenökonomie begleitet den Produktionsprozess, wenn es um entsprechend große Mengen an fixem Kapital geht. In der Konsequenz daraus schlägt sich die Aneignung von Wissen durch Lernen in neuen Produktionstechnologien nieder und es erscheint sinnvoll, den Prozess des Lernens von den internen Skaleneffekten zu trennen. Lernprozesse und interne Skaleneffekte haben dennoch ein gemeinsames Ergebnis: eine Erhöhung der Produktivität und im Verlauf des Produktionsprozesses eine Senkung der Stückkosten.

### Learning by doing
Der Focus europäischer Firmen liegt maßgeblich auf Formen des „learning by doing and learning by using“ – also im Wesentlichen auf internen Skaleneffekten und die Lerneffekte aus dem Kooperationszusammenhang mit den Anwendern und Kunden. Das bedeutet nichts anders als: Je häufiger Arbeiten vollzogen und wiederholt werden, umso effizienter wird das Ergebnis. Der direkte Arbeitsinput per Outputeinheit sinkt.
Im besonderen Fall des learning by doing resultieren zunehmende Produktionserfahrungen in der Verbesserungen des technischen Wissensstandes. Learning by doing lässt sich dabei nicht kurzfristig auf learning by the job reduzieren, sondern nur in einer Langfristperspektive eines endogenen Wachstumsmotors begreifen. Unter der Annahme, dass sich Lernkurveneffekte in sinkenden Stückkosten im Zeitverlauf verdeutlichen, lässt sich eine Lernfunktion durch eine Kostenfunktion ausdrücken.

### Beispiel
Vom Zeitpunkt der Einführung der Produktionslinie des Ford Modell T im Jahr 1909 bis zu seiner Ablösung im Jahr 1927 konnte im Zuge der kumulierten Produktion eine außerordentliche Kostensenkung erreicht werden. Gründe hierfür lagen in Managementerfahrungen und in unmittelbaren Produktionserfahrungen am Fließband. Diese Kenntnisse machten als Ergebnis der Kostensenkung entsprechende Preissenkungen möglich. Das Modell T wurde somit zum ersten Massenautomobil in der Geschichte der industriellen Produktion.